# Movimento studentesco

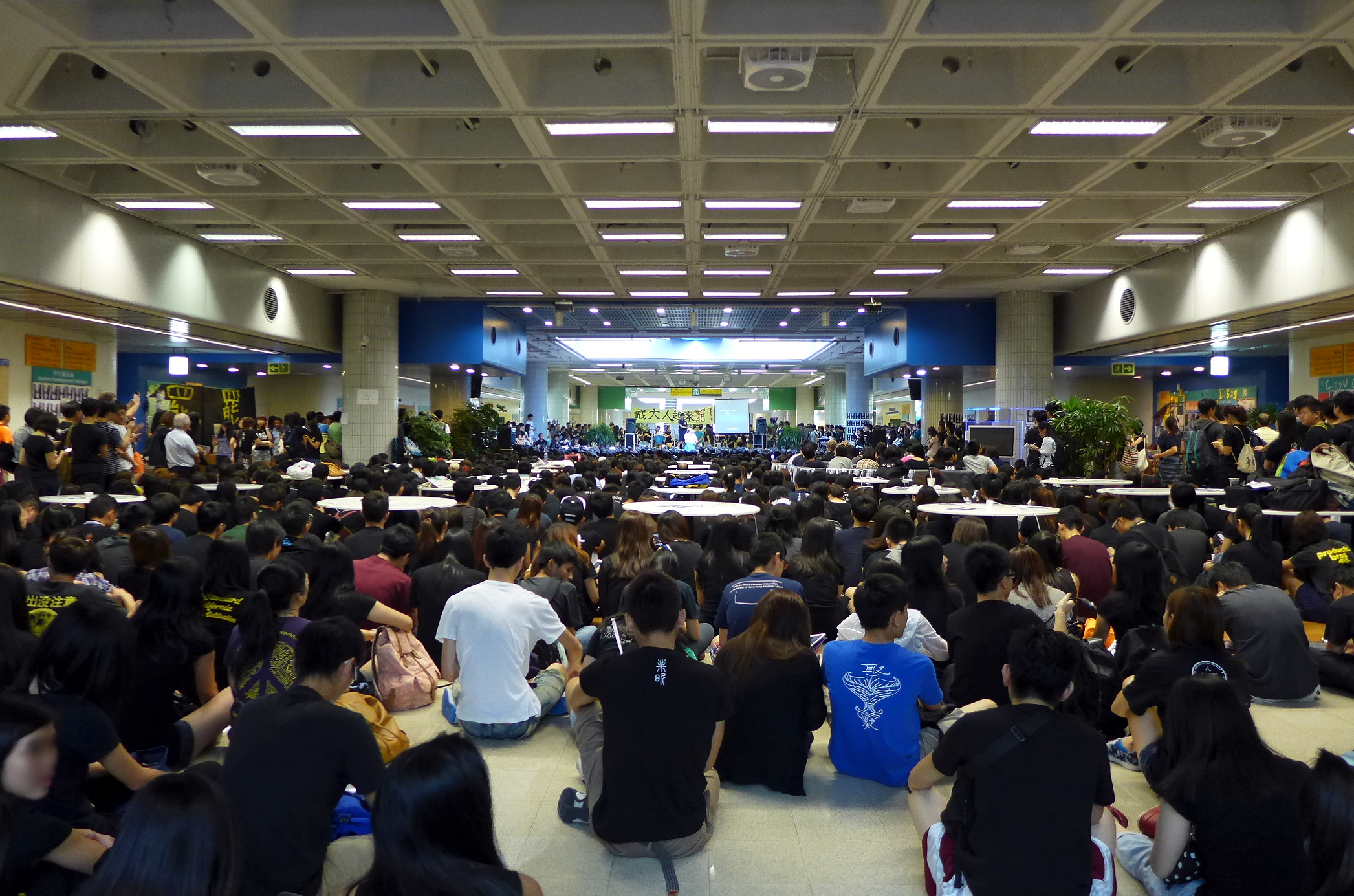
Studenti dell'Università di Hong Kong durante un sit-in di protesta contro le riforme elettorali del 2014

Il movimento studentesco è un fenomeno sociale nato nella seconda metà del XX secolo nei paesi occidentali, concretizzatosi nella formazione di gruppi giovanili di protesta su cause politiche, ambientali, economiche o sociali. Nonostante sia spesso focalizzato su temi legati al mondo dell'educazione come scuola, curriculum e fondi per l'istruzione, i gruppi studenteschi hanno influenzato anche eventi politici di respiro più ampio.
I movimenti studenteschi moderni sono molto vari nelle tematiche, nelle dimensioni e nell'efficacia, vedendo la partecipazione di studenti di diverse età, etnie, estrazioni socio-economiche e visioni politiche. Nonostante l'attivismo studentesco sia generalmente associato a politiche di sinistra, sono comuni anche movimenti studenteschi di destra (ad esempio, movimenti di entrambe le appartenenze combatterono insieme contro l'apartheid in Sudafrica.

## In Italia
Negli ultimi decenni in Italia si sono succeduti movimenti studenteschi di grande portata. In alcuni casi essi erano contemporanei ad altri movimenti di protesta sollevatisi nel resto d'Europa e del mondo come il Sessantotto, in altri casi invece erano solo sintomo di un disagio tutto italiano come il movimento del Settantasette, la "Pantera" del 1989/1990 e quello dell' "Onda Anomala" 2008/2009. A volte, soprattutto negli anni sessanta, i movimenti studenteschi si sono accompagnati ad importanti cambiamenti sociali.
Fin dai primi anni sessanta, anni di crescita economica e di accumulo di tensioni sociali e politiche, maturarono le basi di quel movimento che ebbe il suo culmine nel il Sessantotto. Tutto il mondo subì una forte scossa nel 1968: dal movimento per i diritti civili negli Stati Uniti d'America all'assassinio di Ernesto Che Guevara in Bolivia, dalla mobilitazione contro la guerra del Vietnam in tutto il mondo occidentale alla grande rivoluzione culturale nella Repubblica Popolare Cinese, dalla Primavera di Praga in Cecoslovacchia al Maggio francese in Francia, dalle mobilitazioni popolari e studentesche in Polonia, Giappone, Messico, Jugoslavia, Repubblica Federale Tedesca al sodalizio "studenti-braccianti-operai" che animò le proteste in Italia. In Italia il '68 produsse un'onda lunga che si sviluppò grazie all'attività di associazioni come il Movimento Studentesco e le organizzazioni della sinistra extraparlamentare che proseguirono le lotte politiche all'interno delle università e delle scuole per tutti gli anni settanta. Nel corso della metà degli anni '70 si generano vari gruppi e organizzazioni tra il movimento degli studenti.
Cospicua adesione la ebbero gli OSA (Organismi Studenteschi Autonomi), una sorta di federazione dei Comitati Unitari degli Studenti Antifascisti che sorsero in molte scuole.
Essi svilupparono un profondo dibattito sul funzionamento delle istituzioni scolastiche (promossero la partecipazione prevista dai decreti delegati che in quegli anni videro luce), facendosi portavoce di varie istanze di rinnovamento dei contenuti e di miglioramento materiale delle strutture scolastiche (dalla edilizia, ai testi scolastici, ecc.)
Una nuova protesta studentesca, questa volta prettamente italiana e caratterizzata da un rifiuto rivoluzionario del sistema dei partiti e dei sindacati, scoppiò tra il 1976 ed il 1978 ed è nota come movimento del Settantasette e coincise con l'anno di fuoco del periodo dei cosiddetti "anni di piombo". Alla fine degli anni ottanta, alla vigilia del crollo del Muro di Berlino e dell'inizio della cosiddetta era post-moderna, esplose in Italia il movimento studentesco della Pantera. Nuove proteste organizzate scoppiarono diffusamente, a livello solo italiano, in occasione della pubblicazione della riforma Moratti nel periodo 2003/2005. L'ultimo in ordine di tempo è stato il movimento studentesco dell'Onda nel periodo 2008/2009 contro la riforma Gelmini e la finanziaria Tremonti.